# وقت خواب

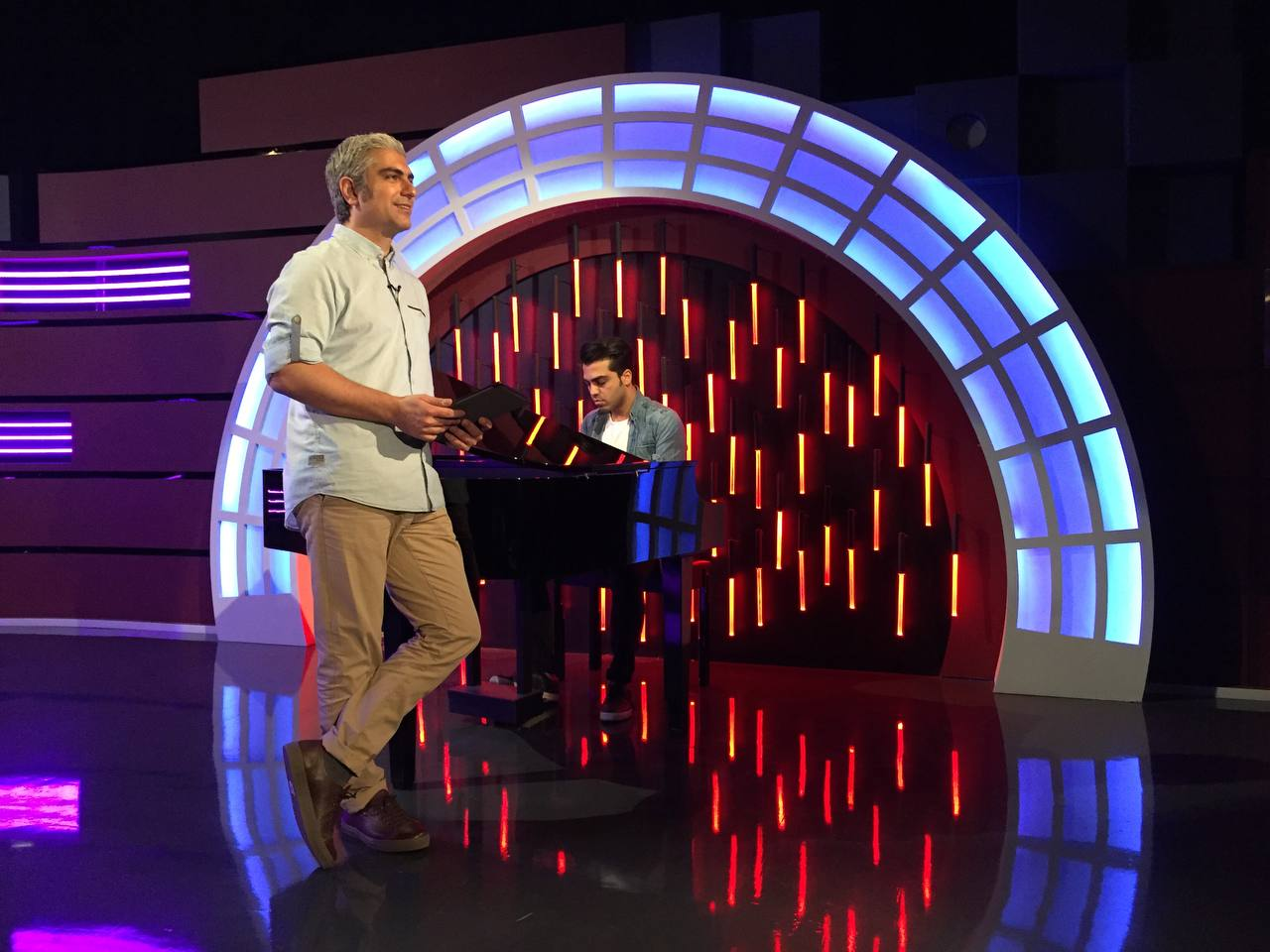
A moment in the back stage of "Vaghte khab

وقت خواب نخستین برنامه شبانه فضای مجازی به کارگردانی منصور ضابطیان و محمد صوفی است که بیننده را به آرامش پیش از خواب دعوت می‌کند. وقت خواب از شنبه شب ۱۶ بهمن ماه ۹۵، هر شب ساعت ۲۲ از تارنمای ویدانما منتشر می‌شود.
گفتنی است تیم سازنده رادیو هفت و صدبرگ پس از آنچه که منصور ضابطیان آن را مشکلات متعدد با تلویزیون می‌نامد در 
تدارک برنامه‌ای خارج از صدا و سیما شدند.
عوامل تولید 
امیر محمدی : نوازنده پیانو و صدابردار
حامد اکبری : مدیر تولید
امیر ازاد : تصویر بردار